# Angels & Airwaves

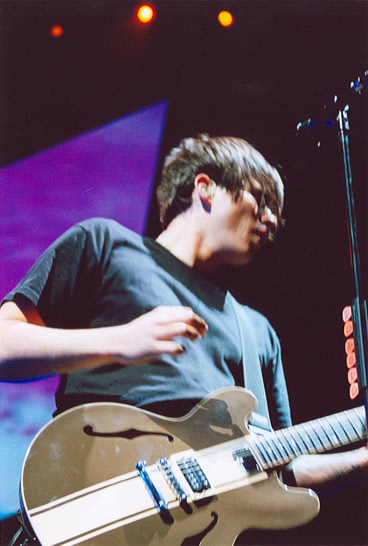
Tom DeLonge 2004

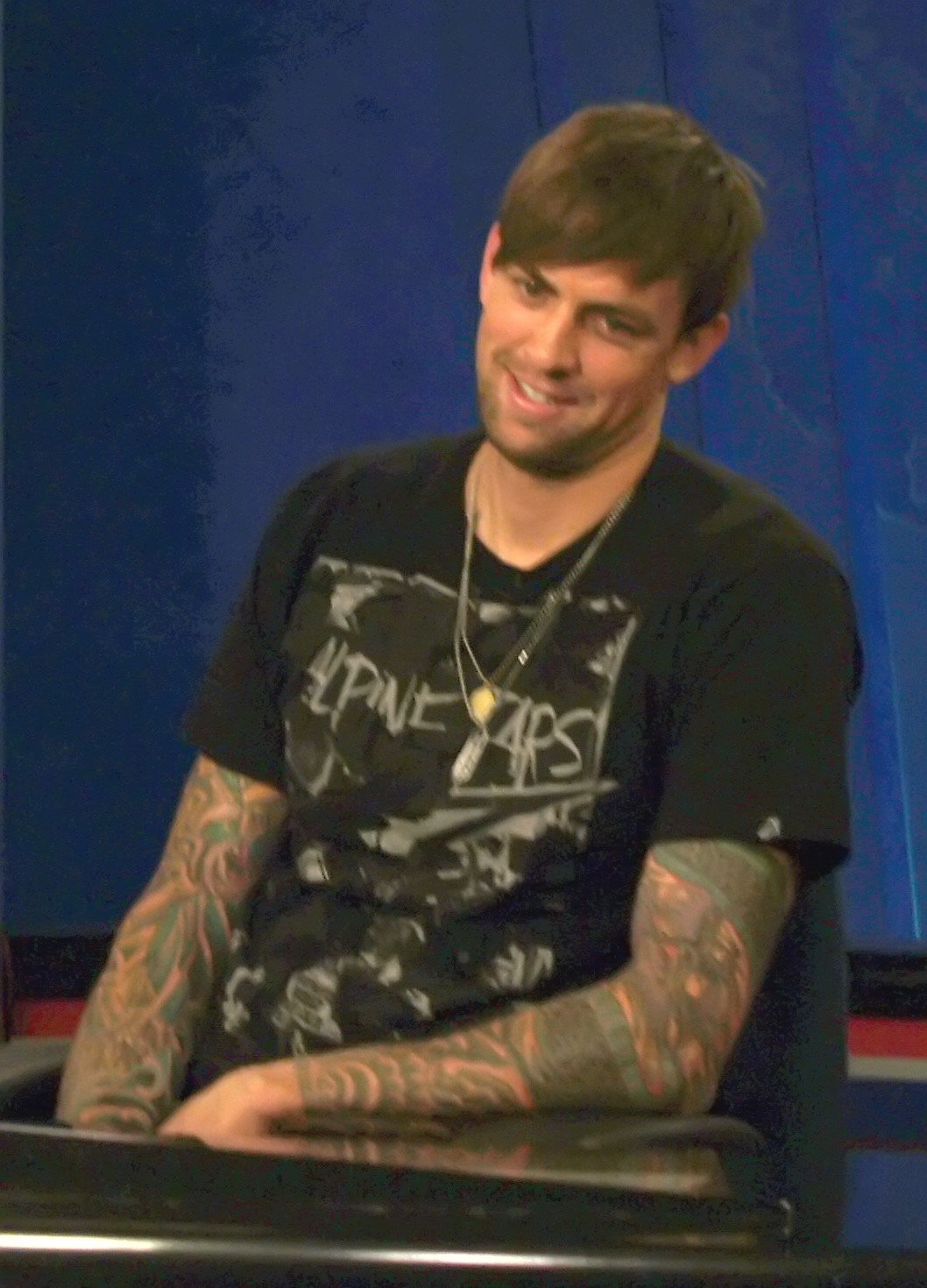
David Kennedy

Angels & Airwaves je alternativní rocková kapela založená Tomem DeLongem po rozpadu Blink-182. Na jaře roku 2006 vydali své první album We Don't Need To Whisper. Na podzim 2007 vyšla druhá deska s názvem I-Empire. Na začátku roku 2010 vydali své již třetí studiové album s názvem LOVE. 1. listopadu 2011 vydali svou čtvrtou desku s názvem Love: Part Two. Poté 10. srpna 2011 vyšel 4 roky očekávaný film LOVE. Koncem roku 2014 vydali své páté album s názvem The Dream Walker. 24. září 2021 bylo po 7 letech vydáno další album, nesoucí název Lifeforms.
Spolu s Tomem Delongem hraje v kapele kytarista David Kennedy, se kterým Tom již dříve hrál v kapele Box Car Racer. Bubeník Atom Willard je známý například hraním v kapele The Offspring a basák Matt Wachter hrál například v kapele 30 Seconds to Mars.

## Členové
- Tom DeLonge (kytara, zpěv)
- David Kennedy (kytara)
- Ilan rubin (bicí)
- Eddie Breckenridge (basová kytara)

## Bývalí členové
- Atom Willard (bicí)
- Ryan Sinn (basová kytara)
- Matt Wachter (basová kytara, klávesy)

## Historie

### Začátky kapely
Tom Delonge začal pracovat na novém materiálu v roce 2004, když byl na turné se svou kapelou Blink-182. V roce 2005, kdy došlo k dočasnému rozpadu Blink-182, pracoval na hudbě sám, než začal shánět nové muzikanty. Nakonec kapelu utvořil s Davidem Kennedym, Atomem Willardem a Ryanem Sinnem.Tom všude hlásil, že AvA bude nejlepší kapelou na světě. Strávil několik týdnů přemýšlením nad logem své nové kapely. Nakonec zjistil, že když obrátí prostřední A v iniciálách kapely (AAA), dostane jméno své dcery (Ava Delonge).

### We Don't Need To Whisper(2005–2007)
Kapela nahrávala toto album v Tomově studiu v Kalifornii. Nahrávání probíhalo v letech 2005–2006 a mezi nejslavnější singly patří píseň „The Adventure“. Singl „The Adventure“ byl vydán 18. května 2006, celé album vyšlo o pár dní později, 23. května 2006.

### I-Empire (2007–2009)
Z kapely mezitím odešel basák Ryan Sinn a byl vystřídán Mattem Wachterem z kapely 30 Seconds to Mars. Nové album I-Empire nejvíce proslavil singl Everything's Magic, který hned obsadil přední příčky amerických hitparád.

### ProjektLOVE(2009–současnost)
První album LOVE vydala kapela na své vlastní náklady a nabízí ho zdarma ke stažení. Spatřilo světlo světa 14. února 2009 na den sv. Valentýna. Tím chtěl Delong potrhnout podtext celého alba. Mezi největší hity tohoto alba bezpochyby patří singl „Hallucinations“, nebo například „The Moon“ a „Clever Love“. Dále začal pracovat na stejnojmenném filmu k albu, a dokonce na pokračování alba s názvem Love Part II, které mělo vyjít v březnu roku 2011. Na únor roku 2011 byla naplánovaná premiéra filmu LOVE, konkrétně 2. února na filmovém festivalu v Santa Barbaře.

### LOVE part II(2009–2011)
Podle fanoušků asi nejoblíbenější album dokončila skupina v roce 2011. Mezi největší hity patří „Anxiety“ a „Surrender“, které také lze vidět jako videoklipy. Po tomto albu odešel bubeník Atom Willard. Spekulovalo se, kdo ho nahradí, a nakonec po krátké době přišel Ilan Rubin.

### The Dream Walker (2014–současnost)
Kapela vydala spolu s krátkým animovaným filmem a komiksem nové album The Dream Walker. Album bylo odloženo původně z Haloweenu na prosinec. Během natáčení kapelu opustil Matt Watcher. Nahrávání se údajně nezúčastnil ani David Kennedey a Tom DeLonge ho natáčel pouze s Ilanem Rubinem. Tom s Davidem potvrdili, že David ve skupině stále zůstává, ale není jasné, zda tomu tak bude. Animovaný film Poet: The Dream Walker, který vyšel spolu s albem a celý soundtrack je založen na albu The Dream Walker, vyhrál v Torontu cenu za nejlepší krátkometrážní film roku 2014.

## Diskografie

### Studiová alba
- We Don't Need To Whisper – album vydáno 23. května 2006
- I-Empire – album vydáno 5. listopadu 2007
- LOVE – album vydáno 14. února 2010
- LOVE Part Two – album vydáno 11. listopadu 2011
- The Dream Walker – album vydáno 8. prosince 2014
- Lifeforms – album vydáno 24. září 2021

### EP
- ...of Nightmares – vydáno 4. září 2015
- Chasing Shadows – vydáno 5. dubna 2016